# FENCE OF DEFENSE V TIME
『FENCE OF DEFENSE V TIME』（フェンス・オブ・ディフェンス フィフス タイム）は、1990年6月21日リリースされたFENCE OF DEFENSEの5thアルバム。

## 解説
彼らのアルバム・タイトルは、過去4作が「バンド名+数字（+サブタイトル）」になっていたが、この作品は「TIME」がメインタイトルである。
このアルバムでは、バンドとして「初めて」となる試みがいくつか行われている。
本作と同時発売となったシングル『いつだって君のしてる事は…』のように楽曲のタイトルに日本語が用いられたことも、このアルバムがはじめてである。
ブラスや打ち込みパーカッションを取り入れた作品で、また初めて海外でトラックダウンを行い、ニューヨークにて名ミキサー、トム・デュラックが手がけた。ニューヨークでのメンバーの様子は、北島健二のエッセイも掲載された写真集「TIME」で窺い知ることができる。
メンバーの衣装が、この作品を境にコスチューム性の強いデコラティブなものから、カジュアルなスタイルへと変化している。

## 参加ミュージシャン
- 小泉洋、設楽篤志、堀内耕太郎、古川隆 ： シンセサイザー・オペレーター
- 山根麻衣、山根栄子 ： コーラス

## 収録曲
| 全編曲: FENCE OF DEFENSE。 |                                                |                                |                    |       |
| #                          | タイトル                                       | 作詞                           | 作曲               | 時間  |
| 1.                         | 「TIME」                                       | 柳川英巳、早咲めぐみ、西村麻聡 | 西村麻聡、北島健二 | 6:12  |
| 2.                         | 「OVER THE DREAM」                             | 西村麻聡                       | 西村麻聡           | 6:23  |
| 3.                         | 「輪転機のつぶやき」                           | K.INOJO                        | 西村麻聡           | 6:03  |
| 4.                         | 「いつだって君のしてる事は…」                  | K.INOJO                        | 西村麻聡           | 5:03  |
| 5.                         | 「RUNAWAY FROM PARADISE」                      | K.INOJO                        | 北島健二           | 5:29  |
| 6.                         | 「OUR LOVE」                                   | 柳川英巳、西村麻聡             | 西村麻聡           | 6:55  |
| 7.                         | 「ブーメランの帰る日」                         | K.INOJO                        | 西村麻聡           | 5:50  |
| 8.                         | 「サウザンド・タイムス（REMIX ヴァージョン）」 | K.INOJO                        | 山田亘             | 5:05  |
| 9.                         | 「NEXT WAVE, SECOND GATE」                     | 柳川英巳                       | 山田亘             | 5:48  |
| 合計時間:                  | 合計時間:                                      | 合計時間:                      | 合計時間:          | 52:48 |

## 楽曲解説
1. TIME
  - 後の1990年9月21日に10thシングルとしてシングル・カットされている。なお、この楽曲は後の1991年から放映が開始されたアニメーション「横山光輝 三国志」の国内デモンストレーション版[1]のBGMに使われていた。番組のプロデューサーだった奥田誠治がこの曲を気に入り、正式な主題歌と劇中の音楽をバンドに依頼した（音楽は、西村がソロ名義で手掛けた）。
2. OVER THE DREAM
3. 輪転機のつぶやき
4. いつだって君のしてる事は…
  - 9thシングル。
5. RUNAWAY FROM PARADISE
  - 後に10thシングル『TIME』のカップリング曲としてシングル・カットされている。北島がFENCE OF DEFENSEにおいて初めてこの楽曲でリード・ボーカルをとっている。
6. OUR LOVE
  - ベストアルバム『GREAT FREAKERS BEST 〜FENCE OF DEFENSE 1987-2007〜』にも収録されているほか、リプロダクションアルバム「FENCE OF DEFENSE 20th Anniversary RE-PRODUCT 1987-1992』には新たにリミックスされたものが収録されている。
7. ブーメランの帰る日
  - 9thシングル『いつだって君のしてる事は…』のカップリング曲。
8. サウザンド・タイムス（REMIX ヴァージョン）
  - 8thシングル。この楽曲で山田亘が初作曲。シングルのミックスは橋本さとしが行っているがアルバム収録はトム・デュラックによるリミックス版で収録。
9. NEXT WAVE, SECOND GATE